# 아이린 라이언

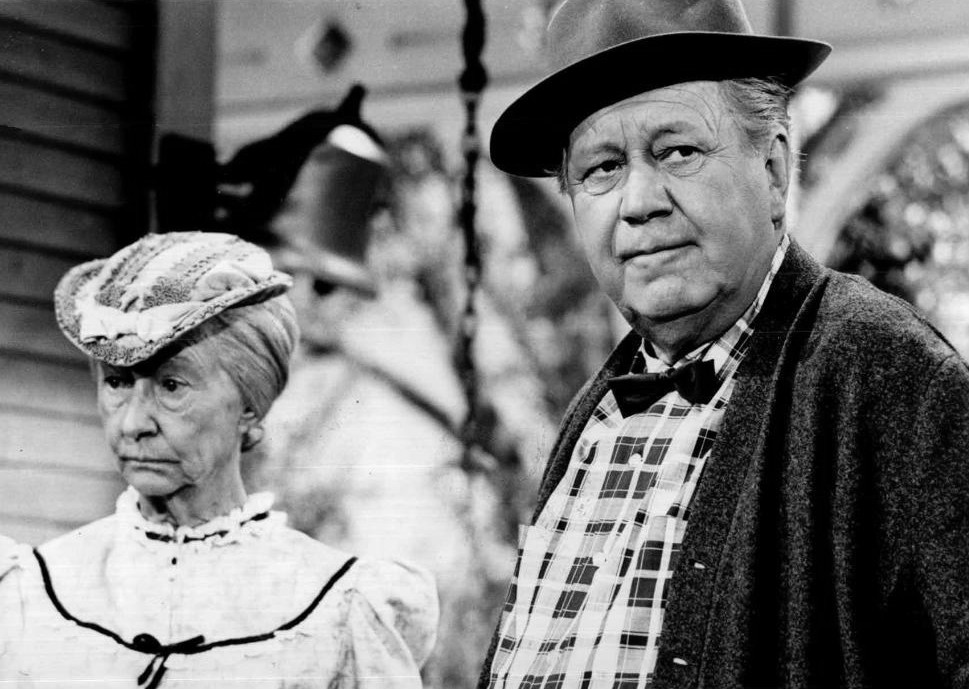

아이린 라이언(Irene Ryan, 1902년 10월 17일 ~ 1973년 4월 26일)는 미국의 연극 배우, 텔레비전 배우, 영화배우이다.
엘패소에서 태어났으며 샌타모니카에서 사망하였다. 사인은 뇌졸중이다.

## 영화
- 비버리 힐빌리즈 (1962년)
- 해적, 검은수염 (1952년) - 알비나 역
- 올드-패션 걸 (1949년)
- 해변의 여인 (1947년)
- 하녀의 일기 (1946년)
- 레버릴 위드 비벌리 (1943년)